# Die Inoculation der Liebe
Die Inoculation der Liebe ist eine Verserzählung von Moritz August von Thümmel. Sie erschien 1771 im Verlag Weidmanns Erben und Reich in Leipzig.

## Motto
Der Erzählung ist als Motto ein Zitat des französischen Dichters Charles-Simon Favart vorangestellt:
De l'art d'un Inoculateur

C'est l'Amour qui fut l'inventeur.

Pour l'intérêt d'un jeune coeur,

On fait la piquûre:

La cure

En est sure,

Jeunes Beautés, ne craignez rien;

C'est un mal qui fait du bien.
Von der Kunst eines Inokulators.

Es war die Liebe, die der Erfinder war.

Für das Interesse eines jungen Herzens,

Wir setzen die Spritze:

Die Heilung

Das ist sicher,

Junge Schönheiten, fürchtet euch nicht;

Es ist ein Übel, das gut tut.

## Vorrede
Die Erzählung beginnt mit einer an den Leipziger Kreissteuereinnehmer Christian Felix Weiße adressierten Vorrede. Darin bedauert er, dass manche Kritiker nur ernste und schwermütige Literatur gelten ließen und den Dichtern moralische Vorwürfe machten, wenn diese von „Amors Abentheuern“ erzählen. In diesem Zusammenhang vergleicht er sich mit den römischen Dichtern Horaz und Properz sowie mit seinem Zeitgenossen Christoph Martin Wieland. Er kündigt dem Leser eine heitere Geschichte vom Erwachen der Leidenschaft bei einem jungen Mädchen an und bittet ihn, mit den Freizügigkeiten seiner Muse toleranter als jene Kritiker umzugehen.

## Handlung
Ein geiziger Herr aus Mainz, der vom Erzähler in Anlehnung an die Hauptfigur aus Molières Komödie Der Geizige als Harpagon bezeichnet wird, heiratet und bekommt eine Tochter namens Karoline. Die Mutter des Kindes stirbt bald, und da Harpagon weder willens noch fähig ist, das Kind aufzuziehen, gibt er es bei einer alten Bäuerin in Pflege. Karoline wächst zu einem schönen, unschuldig-naiven Mädchen heran. Als sie 15 Jahre alt ist, liest sie in einer Zeitung, dass der britische Arzt Thomas Dimsdale in Frankfurt weilte und dort seine neuartige Impfung gegen Blattern anbot. Sie möchte sich auch impfen lassen, damit ihr hübsches Gesicht nie von Blatternnarben entstellt würde. Ihr Vater will aber die Behandlung nicht bezahlen. Ihre Pflegemutter, die von dieser Methode noch nie gehört hat, holt Erkundigungen ein und befragt auch einen zufällig vorbeireitenden Ritter des Deutschen Ordens. Dieser bietet an, Karoline die Impfung zu erklären. Er trifft das Mädchen schlafend an und weckt sie, von ihrer Schönheit bezaubert, durch einen Handkuss. Er gibt sich als Mediziner aus und behauptet, allein durch seinen Umgang mit ihr sie immunisieren zu können.
Der Erzähler berichtet weiter, dass der Ritter es mit dem Keuschheitsgelübde seines Ordens nie genau genommen hat. Er besucht nun Karoline immer wieder und versucht, sie zu Küssen und Liebkosungen zu verführen – die sie zunächst als Teil seiner „Kur“ ansieht. Karoline verliebt sich immer mehr in ihn und hält die Symptome ihrer emotionalen Aufwallung – ihren schnelleren Puls, ihre Schlaflosigkeit, ihr Erröten bei seinem Anblick – für Symptome der Krankheit, gegen die sie immunisiert werden soll. Sie legt sich schlafen und ihre Pflegemutter bleibt die ganze Nacht wach neben ihr sitzen. Am nächsten Morgen kommt der inzwischen ebenfalls sehr verliebte Ritter wieder. Sie küssen sich, und der Ritter trägt die vor Liebesglück beinah Ohnmächtige hinaus in eine Laube aus Jasminsträuchern, die vor 15 Jahren anlässlich ihrer Geburt gepflanzt wurden. Die übernächtigte und nun tief schlafende Pflegemutter bemerkt nichts davon. Karoline fühlt sich in den Armen des Ritters immer besser und glaubt sich von der Krankheit kuriert – bis sie seinen Betrug erkennt und ihr klar wird, dass sie nie krank war. Sie kann ihm deswegen aber nicht lange böse sein.
Noch am selben Tag eilt der Ritter zu Karolines Vater und hält um ihre Hand an. Da er auf eine Mitgift verzichtet, ist der Vater sofort einverstanden. Auch die hinzukommende Karoline sagt „Ja!“, und die Hochzeit soll noch am selben Tag stattfinden. Was der Erzähler nicht explizit ausspricht, aber mehrfach andeutet: Die Hochzeit folgt auch deshalb so schnell, weil beide die Ehe schon am Morgen in der Laube vollzogen haben, der Ritter also Karoline bereits entjungfert hat. Die Pflegemutter holt noch Blüten von der Jasminlaube, um Karoline einen Brautkranz zu flechten, dann kann die Trauung vollzogen werden, und beide können in ihrer Hochzeitsnacht nun die Ruhe und Sicherheit der Ehe genießen.

## Stil
Thümmel setzt sich in seiner Erzählung nicht ernsthaft mit dem Thema der Impfung auseinander, sondern nutzt dieses Thema nur als „Aufhänger“ für eine heitere, galant-erotische Liebesgeschichte in der Tradition der Rokoko-Literatur.
Die Erzählung besteht aus 827 gereimten, jambischen Versen mit wechselnder Verslänge (vier bis sechs Hebungen), wechselnden Kadenzen und wechselndem Reimschema.